# San Marinos økonomi
San Marinos økonomi er en udviklet fri markedsøkonomi, der er fokuseret på sektorerne turisme, bankvæsen og fremstilling af keramik, tøj, tekstiler, møbler, malerier, alkohol, fliser og vin. Fremstillingssektoren og finanssektoren udgør mere end halvdelen af landets BNP. Primærerhverv udgør kun en ganske lille del af BNP, hvor de primære landbrugsprodukter er vin og ost.
San Marino sælger derudover frimærker, der grundet landets lille størrelse, er eftertragtede blandt samlere.
San Marino har været toldunion med EU siden 1991, selvom landet ikke er en del af EU.
Landet er ganske lille og det er fuldstændigt omkranset af Italien og bruger derfor samme møntfod, hvilket vil sige, at de bruger euro. Mønterne bliver slået i Rom, men Sanmarinesiske euromønter har et andet motiv end de italienske. Grundet deres lille oplag er de eftertragtede blandt møntsamlere.